# 黃步燊
黃步燊，福建福州永泰县白云人，清朝軍事將領、進士出身。
光緒十二年，登武進士，任三等御前侍卫，授江西兴国营都司，未履任卒。